# Leptotarsus maldonadoi
Leptotarsus maldonadoi är en tvåvingeart som först beskrevs av Alexander 1953.  Leptotarsus maldonadoi ingår i släktet Leptotarsus och familjen storharkrankar.
Artens utbredningsområde är Venezuela. Inga underarter finns listade i Catalogue of Life.